# Noasaurus leali
Noasaurus leali es la única especie conocida del género extinto Noasaurus ("lagarto del noroeste argentino") de dinosaurio terópodo noasáurido, que vivió a finales del período Cretácico, hace aproximadamente 70 millones de años, entre el Campaniaense y el Maastrichtiense, en lo que hoy es Sudamérica.

## Descripción
Noasaurus era un pequeño terópodo. Gregory S.Paul estimó su longitud en 1,5 metros, su peso en 15 kilogramos. El maxilar tiene al menos once dientes. Los dientes son recurvados y tienen estrías en los bordes delantero y trasero. El cuello es probablemente largo ya que las vértebras del cuello son muy alargadas. Estas vértebras también están fuertemente comprimidas verticalmente con una columna neural baja y soportan largas epífisis, un rasgo abelisauroide típico.

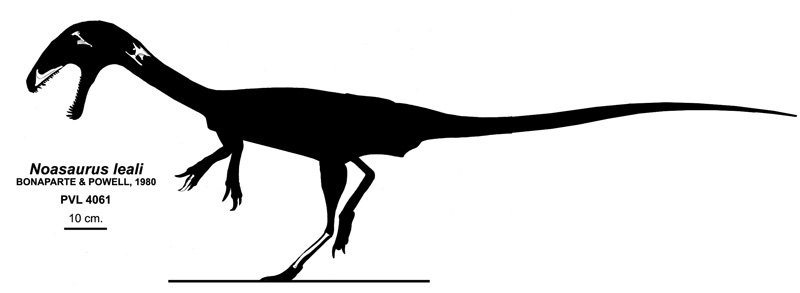
Recreación de los elementos conocidos del esqueleto.

Originalmente se creyó que poseía una garra retráctil similar a la de los dromeosáuridos pero de evolución independiente. Estudios posteriores mostraron que la garra en realidad provenía de la mano. Más probablemente, la llamada "garra metatarsiana" estaba ubicada en la mano. El descubrimiento en Madagascar del Masiakasaurus, un animal muy relacionado con el Noasaurus, proveyó evidencia en soporte de esta nueva hipótesis. a garra es excepcionalmente curva, tiene lados de base paralelos en la vista superior y posee una cavidad triangular profunda en la parte inferior de la base.
Bonaparte y Powell en 1980 observaron que la superficie articular distal de la falange permite un amplio rango de  flexión/de la extensión y que tan sólo una falange parece capaz de esto. Posteriormente Carrano et al. en 2002 observó que las falanges manuales de Masiakasaurus poseen una superficie articular apta para la hiperextensión y las concavidades próximales asimétricas estaban separadas por los dientes dorsales y ventrales, siendo estos últimos más prominentes. Al comparar las falanges de las manos y del pie de ambos animales, todo parece indicar que la garra pertenecía a la mano más que al pie.

## Descubrimiento e investigación
La especie tipo, Noasaurus leali, fue descrita en 1980. Los fósiles provienen de la Formación El Lecho, en El Brete, Provincia de Salta, en el noreste de la Argentina. A mediados de los años setenta, Jaime Eduardo Powell y José Fernando Bonaparte descubrieron un pequeño esqueleto fragmentario de terópodos en el sitio de la Estancia El Brete. En 1977, el descubrimiento se informó en la literatura científica. La especie tipo, Noasaurus leali, fue nombrada y descrita por Bonaparte y Powell en 1980. El nombre genérico comienza con una abreviatura habitual del noroeste de Argentina, "noroeste de Argentina". El nombre específico honra al propietario del sitio, Fidel Leal.
El holotipo, PVL 4061, se encontró en una capa de la Formación Lecho de la provincia de Salta, Argentina, que data del período Cretácico tardío, más precisamente la etapa temprana de Maastrichtiense, hace aproximadamente 70 millones de años. Consiste en un esqueleto parcial con cráneo. Contiene el maxilar , el hueso cuadrado , dos vértebras del cuello, dos costillas del cuello, el centro de una vértebra posterior, dos garras de mano, una falange del dedo y el segundo hueso metatarsiano derecho . Una de las garras de la mano se identificó inicialmente como una garra del segundo dedo del pie. En 2004, se reconoció como una garra de mano, en cuyo caso se remitió la garra de segunda mano.
En 1999, una vértebra cervical encontrada en el sitio, el espécimen MACM 622, fue identificada como oviraptorosauriano, una prueba rara de que la Oviraptorosauria había invadido los continentes de Gondwana. En 2007, sin embargo, fue reidentificado como una vértebra noasáurida, probablemente perteneciente al holotipo Noasaurus.

## Clasificación
Noasaurus hoy se considera miembro de la Ceratosauria. Originalmente, fue visto como un miembro de la Coelurosauria. Bonaparte y Powell lo asignaron a una familia propia, los Noasauridae. En 1988, Gregory S. Paul los vio como miembros de los Abelisauridae y acuñó un Noasaurinae dentro de ese grupo. También pensó incorrectamente que eran megalosauria. Más tarde, los noasáuridos fueron reconocidos como parientes cercanos de los abelisáuridos más grandes. Ambos se derivan del mismo ancestro abelisauroide basal.

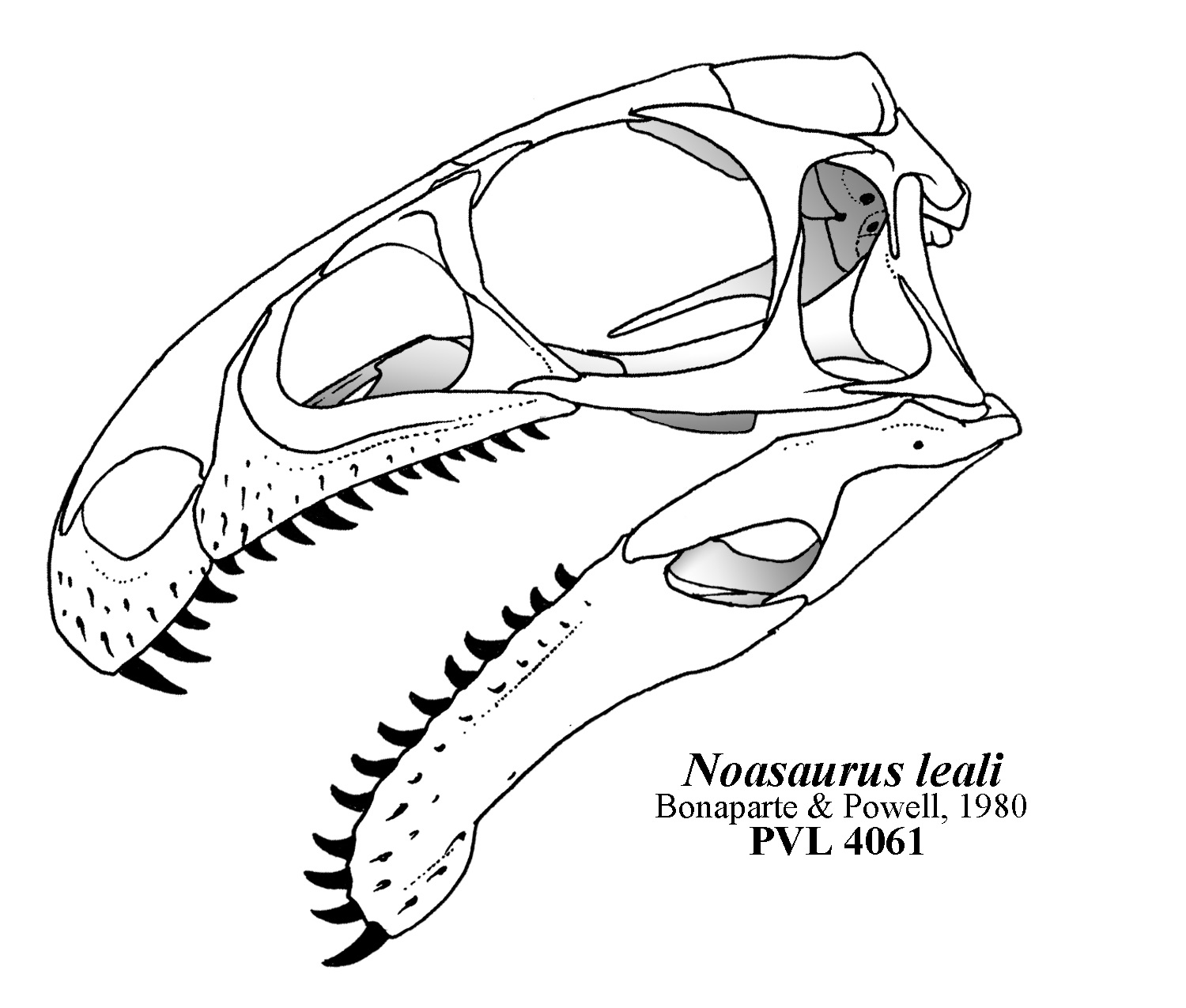
Recreación hipotética del cráneo, basada en Masiakasaurus.

Cuando fueron encontrados los primeros restos fósiles se pensó que estaba relacionado con los manirraptores, y se lo incluyó en un taxón paralelo a los dromeosáuridos, llamado Noasauridae, pero luego estudios posteriores, cambiaron la posición de Noasauridae, junto con Abelisauridae.
La pertenencia de Noasauridae al grupo Abelisauroidea, ha sumado evidencia en años recientes entre otras cosas debido a que las mandíbulas de Noasaurus comparten marcados rasgos con las de los abelisauroides.

### Filogenia
El siguiente cladograma se basa en el análisis filogenético publicado por Rauhut y Carrano en 2016, mostrando las relaciones evolutivas de Elaphrosaurs entre los noasáuridos:
|  | Limusaurus                                                  |
|  |                                                             |
|  | \| \| CCG 20011 \| \| \| \| \| \| Elaphrosaurus \| \| \| \| |
|  |                                                             |
|  | CCG 20011                                                   |
|  |                                                             |
|  | Elaphrosaurus                                               |
|  |                                                             |

|  | CCG 20011     |
|  |               |
|  | Elaphrosaurus |
|  |               |

|  | Velocisaurus  |
|  |               |
|  | Noasaurus     |
|  |               |
|  | Masiakasaurus |
|  |               |

|  | Limusaurus                                                  |
|  |                                                             |
|  | \| \| CCG 20011 \| \| \| \| \| \| Elaphrosaurus \| \| \| \| |
|  |                                                             |
|  | CCG 20011                                                   |
|  |                                                             |
|  | Elaphrosaurus                                               |
|  |                                                             |

|  | CCG 20011     |
|  |               |
|  | Elaphrosaurus |
|  |               |

|  | Velocisaurus  |
|  |               |
|  | Noasaurus     |
|  |               |
|  | Masiakasaurus |
|  |               |

|  | Limusaurus                                                  |
|  |                                                             |
|  | \| \| CCG 20011 \| \| \| \| \| \| Elaphrosaurus \| \| \| \| |
|  |                                                             |
|  | CCG 20011                                                   |
|  |                                                             |
|  | Elaphrosaurus                                               |
|  |                                                             |

|  | CCG 20011     |
|  |               |
|  | Elaphrosaurus |
|  |               |

|  | Velocisaurus  |
|  |               |
|  | Noasaurus     |
|  |               |
|  | Masiakasaurus |
|  |               |

|  | Limusaurus                                                  |
|  |                                                             |
|  | \| \| CCG 20011 \| \| \| \| \| \| Elaphrosaurus \| \| \| \| |
|  |                                                             |
|  | CCG 20011                                                   |
|  |                                                             |
|  | Elaphrosaurus                                               |
|  |                                                             |

|  | CCG 20011     |
|  |               |
|  | Elaphrosaurus |
|  |               |

|  | Velocisaurus  |
|  |               |
|  | Noasaurus     |
|  |               |
|  | Masiakasaurus |
|  |               |

|  | Limusaurus                                                  |
|  |                                                             |
|  | \| \| CCG 20011 \| \| \| \| \| \| Elaphrosaurus \| \| \| \| |
|  |                                                             |
|  | CCG 20011                                                   |
|  |                                                             |
|  | Elaphrosaurus                                               |
|  |                                                             |

|  | CCG 20011     |
|  |               |
|  | Elaphrosaurus |
|  |               |

|  | Velocisaurus  |
|  |               |
|  | Noasaurus     |
|  |               |
|  | Masiakasaurus |
|  |               |

|  | Limusaurus                                                  |
|  |                                                             |
|  | \| \| CCG 20011 \| \| \| \| \| \| Elaphrosaurus \| \| \| \| |
|  |                                                             |
|  | CCG 20011                                                   |
|  |                                                             |
|  | Elaphrosaurus                                               |
|  |                                                             |

|  | CCG 20011     |
|  |               |
|  | Elaphrosaurus |
|  |               |

|  | Velocisaurus  |
|  |               |
|  | Noasaurus     |
|  |               |
|  | Masiakasaurus |
|  |               |

|  | Limusaurus                                                  |
|  |                                                             |
|  | \| \| CCG 20011 \| \| \| \| \| \| Elaphrosaurus \| \| \| \| |
|  |                                                             |
|  | CCG 20011                                                   |
|  |                                                             |
|  | Elaphrosaurus                                               |
|  |                                                             |

|  | CCG 20011     |
|  |               |
|  | Elaphrosaurus |
|  |               |

|  | Velocisaurus  |
|  |               |
|  | Noasaurus     |
|  |               |
|  | Masiakasaurus |
|  |               |

|  | Limusaurus                                                  |
|  |                                                             |
|  | \| \| CCG 20011 \| \| \| \| \| \| Elaphrosaurus \| \| \| \| |
|  |                                                             |
|  | CCG 20011                                                   |
|  |                                                             |
|  | Elaphrosaurus                                               |
|  |                                                             |

|  | CCG 20011     |
|  |               |
|  | Elaphrosaurus |
|  |               |

|  | Velocisaurus  |
|  |               |
|  | Noasaurus     |
|  |               |
|  | Masiakasaurus |
|  |               |